# 寅次郎的故事9 柴又慕情
《寅次郎的故事9 柴又慕情》（日語：男はつらいよ 柴又慕情）是一部1972年上映的日本喜剧电影，亦是《寅次郎的故事系列》的第九部剧场版作品。由山田洋次导演，渥美清、倍赏千惠子、前田吟、松村达雄及吉永小百合等等主演。於1972年8月5日上映。

## 劇情簡介
寅次郎得知家人打算將他的房間出租，一氣之下出走到福井，遇上旅遊的歌子、阿綠及真理三位女子，寅次郎跟她們一起遊玩。後來她們來到柴又探訪寅次郎，寅次郎誤會歌子對他有意思，可是歌子本身已有心上人，是一名陶工，但遭父親反對。得到阿博及櫻支持，最後歌子決定與心上人結婚。

## 主要演员
- 车寅次郎：渥美清
- 诹访樱：倍赏千惠子
- 车龙造：松村达雄
- 车つね：三崎千惠子
- 诹访博：前田吟
- たこ社长：太宰久雄
- 登：津坂匡章
- 源公：佐藤蛾次郎
- 御前様：笠智衆
- 地产屋1：佐山俊二
- 親分：吉田义夫
- 高见：宮口精二
- 歌子：吉永小百合
- 满男：沖田康浩
- みどり：高桥基子
- マリ：泉洋子
- 子分：中田昇
- 地产屋2：青空一夜
- 地产屋3：桂伸治
- 旅馆的女将：谷よしの

## 奖项
- 电影旬報BEST10第8位
- 电影旬報日本电影BEST10第8位

### 英文
- . 英国电影协会.   [2012-10-02]. （原始内容存档于2012-10-17） （英语）.
- . Complete Index to World Film.   [2012-10-02]. （原始内容存档于2012-09-13） （英语）.
- Galbraith IV, Stuart. . DVD Talk. 2005-01-09  [2012-10-02]. （原始内容存档于2012-10-09） （英语）.

### 德文
- . www.molodezhnaja.ch.   [2012-10-02]. （原始内容存档于2012-09-22） （德语）.

### 日文
- . www.allcinema.net.   [2012-10-02]. （原始内容存档于2012-10-18） （日语）.
- . 日本电影院数据库（日本文化厅）.   [2012-10-02]. （原始内容存档于2012-02-26） （日语）. 外部链接存在于|publisher= (帮助)
- . 日本电影数据库.   [2012-10-02]. （原始内容存档于2012-10-02） （日语）.
- . 电影旬报.   [2012-10-02]. （原始内容存档于2012-03-09） （日语）.

### 中文
- . 豆瓣电影.   [2012-10-02]. （原始内容存档于2013-05-01）.